# Luzulaspis grandis
Luzulaspis grandis är en insektsart som beskrevs av Borchsenius 1952. Luzulaspis grandis ingår i släktet Luzulaspis och familjen skålsköldlöss. Inga underarter finns listade i Catalogue of Life.